# Фазани (Казерта)
Фазани је насеље у Италији у округу Казерта, региону Кампанија.
Према процени из 2011. у насељу је живело 426 становника. Насеље се налази на надморској висини од 53 м.